# Campeonato Sul-Americano de Clubes de Voleibol Masculino de 2010
O Campeonato Sul-Americano de Clubes de Voleibol Masculino  de 2010 foi a décima edição do torneio organizado anualmente pela CSV. Disputado entre os dias 26 e 31 de outubro nos Estadio Aldo Cantoni, localizado em  San Juan, e também sediou a cidade San Carlos de Bolívar, no Complejo República de Venezuela , ambas  na  Argentina. A equipe  argentina do Dream Bolívar conquistou seu primeiro título e a vaga para o Campeonato Mundial de Clubes de 2010, e o jogador desta equipe Luciano De Cecco foi eleito o Melhor Jogador da edição.Devido a morte de Néstor Kirchner, ex-Presidente da Argentina, houve mudança na programação quanto a segunda rodada.

## Participantes
As equipes que participaram da competição qualificaram-se da seguinte forma:
| Equipe                | País      | Forma de Classificação                             | Títulos        |
| --------------------- | --------- | -------------------------------------------------- | -------------- |
| UPCN/San Juan         | Argentina | Representante da Cidade-Sede                       | 0 (não possui) |
| Dream Bolívar         | Argentina | Campeão da Liga A Argentina de 2009-10             | 0 (não possui) |
| Cimed/SC              | Brasil    | Campeão da Superliga Brasileira A 2009-10          | 1 (2009)       |
| Deportivo Wanka [DES] | Peru      | Campeão da Liga Nacional Superior de Voleibol 2009 | 0 (não possui) |
| Deportivo Colón       | Paraguai  | Campeão da Liga Nacional Superior de Voleibol 2009 | 0 (não possui) |
| Deportivo Linares     | Chile     | Campeão da Liga Nacional de Voleibol 2009          | 0 (não possui) |
| Nacional/Montevidéu   | Uruguai   | Campeão da Super Liga Uruguaia de Voleibol 2009    | 0 (não possui) |

Nota
DES ^  Equipe desistiu da participação  do torneio e integraria o Grupo B

### Grupo A
|     |                     |     | Jogos | Jogos | Jogos | Resultados | Resultados | Resultados | Resultados | Resultados | Resultados | Sets | Sets | Sets  | Pontos | Pontos | Pontos |
| Pos | Equipe              | Pts | T     | V     | D     | 3–0        | 3–1        | 3–2        | 2–3        | 1–3        | 0–3        | V    | P    | R     | V      | P      | R      |
| --- | ------------------- | --- | ----- | ----- | ----- | ---------- | ---------- | ---------- | ---------- | ---------- | ---------- | ---- | ---- | ----- | ------ | ------ | ------ |
| 1   | Dream Bolívar       | 6   | 2     | 2     | 0     | 2          | 0          | 0          | 0          | 0          | 0          | 6    | 0    | MAX   | 150    | 101    | 1.485  |
| 2   | Deportivo Colón     | 3   | 2     | 1     | 1     | 1          | 0          | 0          | 0          | 0          | 1          | 3    | 3    | 1,000 | 130    | 131    | 0.992  |
| 3   | Nacional/Montevidéu | 0   | 2     | 0     | 2     | 0          | 0          | 0          | 0          | 0          | 2          | 0    | 6    | 0,000 | 102    | 150    | 0.680  |

Resultados
| Data   | Hora  |                     | Placar |                     | Set 1 | Set 2 | Set 3 | Set 4 | Set 5 | Total | Relatório |
| ------ | ----- | ------------------- | ------ | ------------------- | ----- | ----- | ----- | ----- | ----- | ----- | --------- |
| 26 out |       | 'Dream Bolívar '    | 3–0    | Deportivo Colón     | 25–21 | 25–18 | 25–16 |       |       | 75–55 | 75–55     |
| 28 out | 10:00 | 'Deportivo Colón'   | 3–0    | Nacional/Montevidéu | 25–22 | 25–15 | 25–19 |       |       | 75–56 | 75–56     |
| 28 out | 22:00 | Nacional/Montevidéu | 0–3    | ' Drean Bolivar'    | 14–25 | 16–25 | 16–25 |       |       | 46–75 | 46–75     |

### Grupo B
|     |                   |     | Jogos | Jogos | Jogos | Resultados | Resultados | Resultados | Resultados | Resultados | Resultados | Sets | Sets | Sets  | Pontos | Pontos | Pontos |
| Pos | Equipe            | Pts | T     | V     | D     | 3–0        | 3–1        | 3–2        | 2–3        | 1–3        | 0–3        | V    | P    | R     | V      | P      | R      |
| --- | ----------------- | --- | ----- | ----- | ----- | ---------- | ---------- | ---------- | ---------- | ---------- | ---------- | ---- | ---- | ----- | ------ | ------ | ------ |
| 1   | Cimed/SC          | 6   | 2     | 2     | 0     | 1          | 1          | 0          | 0          | 0          | 0          | 6    | 1    | 6,000 | 174    | 132    | 1.318  |
| 2   | UPCN/San Juan     | 3   | 2     | 1     | 1     | 1          | 0          | 0          | 0          | 1          | 0          | 4    | 3    | 1.333 | 160    | 146    | 1.096  |
| 3   | Deportivo Linares | 0   | 2     | 0     | 2     | 0          | 0          | 0          | 0          | 0          | 2          | 0    | 6    | 0,000 | 97     | 150    | 0.647  |

Resultados
| Data   | Hora |                   | Placar |                   | Set 1 | Set 2 | Set 3 | Set 4 | Set 5 | Total | Relatório |
| ------ | ---- | ----------------- | ------ | ----------------- | ----- | ----- | ----- | ----- | ----- | ----- | --------- |
| 26 out |      | 'UPCN/San Juan '  | 3–0    | Deportivo Linares | 25–16 | 25–19 | 25–12 |       |       | 75–47 | 75–47     |
| 28 out |      | Deportivo Linares | 0–3    | ' Cimed/SC'       | 10–25 | 21–25 | 19–25 |       |       | 50–75 | 50–75     |
| 28 out |      | 'Cimed/SC '       | 3–1    | UPCN/San Juan     | 25–21 | 25–21 | 24–26 | 25–17 |       | 99–85 | 99–85     |

## Fase Final

### Semifinais
Resultados
| Data   | Hora  |                  | Placar |                 | Set 1 | Set 2 | Set 3 | Set 4 | Set 5 | Total | Relatório |
| ------ | ----- | ---------------- | ------ | --------------- | ----- | ----- | ----- | ----- | ----- | ----- | --------- |
| 30 out | 18:00 | 'Cimed/SC '      | 3–0    | Deportivo Colón | 25–14 | 25–14 | 25–15 |       |       | 75–43 | 75–43     |
| 30 out | 21:10 | 'Drean Bolivar ' | 3–0    | UPNC/San Juan   | 25–22 | 25–20 | 25–15 |       |       | 75–57 | 75–57     |

### Terceiro lugar
Resultado
| Data   | Hora  |                  | Placar |                 | Set 1 | Set 2 | Set 3 | Set 4 | Set 5 | Total | Relatório |
| ------ | ----- | ---------------- | ------ | --------------- | ----- | ----- | ----- | ----- | ----- | ----- | --------- |
| 31 out | 15:00 | 'UPNC/San Juan ' | 3–1    | Deportivo Colón | 25–16 | 25–17 | 21–25 | 25–16 |       | 96–74 | 96–74     |

### Final
Resultado
| Posição | Clube               |
| ------- | ------------------- |
| Gold.   | Drean Bolivar       |
| Silver. | Cimed/SC            |
| Bronze. | UPNC/San Juan       |
| 4       | Deportivo Colón     |
| 5       | Deportivo Linares   |
| 5       | Nacional/Montevidéu |

| MVP (Most Valuable Player) | Luciano De Cecco     | Dream Bolívar | Argentina |
| Maior Atacante             | Lucas Ocampo         | Dream Bolívar | Argentina |
| Melhor bloqueador          | Éder Carbonera       | Cimed-SC      | Brasil    |
| Melhor sacador             | Lucas Ocampo         | Dream Bolívar | Argentina |
| Melhor recepção            | Thales Hoss          | Cimed-SC      | Brasil    |
| Melhor levantador          | Luciano De Cecco     | Dream Bolívar | Argentina |
| Melhor Defesa              | Jean Carlo Badalotti | Dream Bolívar | Brasil    |
| Melhor Líbero              | Thales Hoss          | Cimed-SC      | Brasil    |

| Posição | Clube               |
| ------- | ------------------- |
| Gold.   | Drean Bolivar       |
| Silver. | Cimed/SC            |
| Bronze. | UPNC/San Juan       |
| 4       | Deportivo Colón     |
| 5       | Deportivo Linares   |
| 5       | Nacional/Montevidéu |

| MVP (Most Valuable Player) | Luciano De Cecco     | Dream Bolívar | Argentina |
| Maior Atacante             | Lucas Ocampo         | Dream Bolívar | Argentina |
| Melhor bloqueador          | Éder Carbonera       | Cimed-SC      | Brasil    |
| Melhor sacador             | Lucas Ocampo         | Dream Bolívar | Argentina |
| Melhor recepção            | Thales Hoss          | Cimed-SC      | Brasil    |
| Melhor levantador          | Luciano De Cecco     | Dream Bolívar | Argentina |
| Melhor Defesa              | Jean Carlo Badalotti | Dream Bolívar | Brasil    |
| Melhor Líbero              | Thales Hoss          | Cimed-SC      | Brasil    |